# Serdar Topraktepe
Serdar Topraktepe (* 25. August 1976 in Istanbul) ist ein türkischer Fußballspieler.

## Karriere
Topraktepe begann mit dem Vereinsfußball in der Jugend vom Traditionsverein Fatih Karagümrük SK und startete 1994 seine professionelle Karriere bei Beşiktaş Istanbul. Für Beşiktaş spielte er fünf Jahre, in dieser Zeit wurde er dort einmal türkischer Meister und einmal türkischer Pokalsieger. Nach der Saison 1998/99 wechselte Topraktepe zu Kocaelispor, auch bei Kocaeli war er erfolgreich. Dort gewann er zum zweiten Mal in seiner Karriere den türkischen Pokal. 
Es folgte eine Rückkehr zu Beşiktaş Istanbul. Seine zweite Phase bei den Schwarz-Weißen war von wenigen Einsätzen geprägt. Im Jahr 2003 gewann er seine zweite Meisterschaft. Aufgrund der wenigen Spiele, die er für Beşiktaş machte, wechselte er erneut zu Kocaelispor. Für Kocaelispor spielte er nur in der Hinrunde der Saison 2004/05. Er wechselte in der Winterpause zu Bursaspor. In Bursa blieb er zwei Spielzeiten. Er wechselte für eine Saison zu Sivasspor. 
2007 wechselte Serdar Topraktepe zum dritten Mal zu Kocaelispor und stieg in der Saison 2007/08 mit der Mannschaft in die Süper Lig auf.

## Nationalmannschaft
Topraktepe fing früh an für die türkischen Jugendnationalmannschaften zu spielen. Er durchlief ab der U-15 nahezu alle Jugendmannschaften.
Mit der olympischen Auswahl der türkischen Nationalmannschaft nahm er 1997 an den Mittelmeerspielen teil und gewann die Silbermedaille.
Serdar Topraktepe gab sein Debüt für die Türkei am 9. Oktober 1996 in einem Freundschaftsspiel gegen Frankreich. Er spielte insgesamt zweimal für die Türkei.

## Erfolge
- Türkischer Meister: 1995, 2003
- Türkischer Pokalsieger: 1998 (mit Beşiktaş Istanbul), 2002 (mit Kocaelispor)
- Aufstieg aus der Bank Asya 1. Lig in die Turkcell Süper Lig mit Kocaelispor

- Mit olympischer Auswahl der Türkei:
  - Silbermedaille Mittelmeerspiele: 1997

## Trivia
- Inspiriert vom Namen nannte sich eine Augsburger Pop-Band "Toprakete"